# Скоморохова (деревня)
Скоморохова — деревня  в Байкаловском районе Свердловской области. Входит в состав Баженовского сельского поселения. Управляется Нижнеиленским сельским советом.

## География
Населённый пункт расположен на правом берегу реки Ница в 21 километре на северо-восток от районного центра — села Байкалово.

### Часовой пояс
Скоморохова, как и вся Свердловская область, находится в часовой зоне МСК+2. Смещение применяемого времени относительно UTC составляет +5:00.

## Население
| 2002 | 2010 | 2021 |
| ---- | ---- | ---- |
| 122  | ↘89  | ↘85  |

## Инфраструктура
Деревня разделена на три улицы (Жданова, Фрунзе, Энгельса).